# Plastie en Z

Schéma de plastie en Z.

La plastie en Z est une technique de chirurgie plastique utilisée pour améliorer l'aspect fonctionnel et esthétique des cicatrices existantes. La plastie en Z porte également le nom de plastie par rotation. 

## Historique
C'est le chirurgien français Charles-Pierre Denonvilliers qui fut le pionnier de la chirurgie réparatrice dans le domaine de la reconstruction faciale (Chirurgie maxillo-faciale, épithèse). 
En 1856, il effectua la première opération chirurgicale de plastie en Z pour le traitement de l'ectropion de la paupière (éversion du bord libre de la paupière — paupière inférieure le plus souvent —, dont le bord très séparé de la cornée expose largement la conjonctive à l'action de l'air).

## Présentation
La plastie en Z dans laquelle deux triangles alternent et changent leur côté adjacent, permet de 
changer l'orientation d'une cicatrice ou de rompre une bride.
La plastie en "Z", est basée sur la transposition de deux ou de plusieurs lambeaux triangulaires. Elle permet l'allongement et la modification de l'orientation de la cicatrice qui devient plus souple et de meilleur aspect. L'emploi de cette technique trouve son indication dans la correction des cicatrices rétractiles linéaires, pour reporter l'orientation de la cicatrice parmi les lignes de mineure tension. Quand la rétraction linéaire est entourée de tissu sain on peut utiliser de grands lambeaux en "Z".
Parmi les complications possibles de la plastie en Z, peuvent survenir une nécrose du lambeau, la formation d'hématomes sous les rabats, l'infection des plaies, des escarres et effet de trappe (nécrose) causé par une tension élevée de la peau.

## Technique
Le schéma de base de la "plastie en Z" repose sur des traits de longueur égale et un angle, entre le trait central et les traits latéraux, d'environ 60 degrés ou bien d'un angle de 30 degrés ou d'un angle de 90 degrés, quel que soit l'environnement cutané. 
En théorie : plus l'angle est grand, plus la cicatrice s'allongera. Le trait central du “Z” représente la cicatrice à enlever ou la bride à corriger. Après l'incision, la traction cutanée va placer spontanément les deux lambeaux cutanés dans leur nouvelle position. Ils se croisent par un mouvement de rotation. En fin d'intervention, les lambeaux cutanés initiaux se sont croisés et donnent la forme d'un "Z" inversé. La peau est relâchée dans le sens de l'ancienne cicatrice. 